# ابقور (یمن)
 أَبقور  روستای بزرگی از توابع استان مَهره در کشور یمن و در شبه جزیره عربستان واقع می‌باشد. 
این روستا در ناحیه (خولان بنی عامر) در قصبهٔ سفلی واقع می‌باشد. 

## وجه تسمیت
وجه تسمیت این روستا بر می‌گردد به قبیلهٔ بزرگ 
«بنی خولان» که در این منطقه استقرار داشته بوده‌اند.
و «قبیلهٔ ابقور» فرعی است از خولان بن عامر بن الحاف که در شمال صَعده مستقر هستند و اتباع این قبیلهٔ بزرگ در مناطق مختلف صحار انتشار دارند و از فروع قبیله‌های که از قبیله بزرگ «بنی خولان» متفرع شده‌اند عبارت‌اند از:
- قبیلهٔ صَعدهَ.
- قبیلهٔ الهدایا.
- قبیله النَقع.
- قبیله یالقُدامی.
- قبیلهٔ ابَقور.
- قیلهٔ العَشة.
- قبیله ازد که در سایر مناطق (الیمن السعید) انتشار وسیع دارند.